# George A. Yatskievych
George A. Yatskievych ( n. 1957 ) es un botánico y curador estadounidense.
Como curador del Missouri Botanical Garden participa del "Proyecto de Flora de Norteamérica". Trabaja extensamente sobre Apocynaceae, Fabaceae, y flora del noroeste de Sudamérica, China, y Norteamérica.

## Algunas publicaciones
- George Yatskievych: Missouri’s First Botanists

- "Tree fern". Encyclopedia Britannica

- La abreviatura «Yatsk.» se emplea para indicar a George A. Yatskievych como autoridad en la descripción y clasificación científica de los vegetales.[1]